# Мурована Госьліна (гміна)
Гміна Мурована Госьліна (пол. Gmina Murowana Goślina) — місько-сільська гміна у північно-західній Польщі. Належить до Познанського повіту Великопольського воєводства.
Станом на 31 грудня 2011 у гміні проживало 16530 осіб.

## Територія
Згідно з даними за 2007 рік площа гміни становила 172.08 км², у тому числі:
- орні землі: 45.00%
- ліси: 46.00%

Таким чином, площа гміни становить 9.06% площі повіту.

## Населення
Станом на 31 грудня 2011:
| Опис     | Загалом | Загалом | Чоловіки | Чоловіки | Жінки | Жінки |
| -------- | ------- | ------- | -------- | -------- | ----- | ----- |
| одиниця  | осіб    | %       | осіб     | %        | осіб  | %     |
| все      | 16530   | 100     | 8187     | 49.53    | 8343  | 50.47 |
| міське   | 10329   | 100     | 5083     | 49.21    | 5246  | 50.79 |
| сільське | 6201    | 100     | 3104     | 50.06    | 3097  | 49.94 |

## Сусідні гміни
Гміна Мурована Госьліна межує з такими гмінами: Кішково, Оборники, Победзіська, Рогозьно, Скокі, Сухий Ляс, Червонак.